# Metais refratários
Metais refratários são uma classe de metais que são extraordinariamente resistentes ao calor e ao desgaste. A expressão é mais usada no contexto da ciência dos materiais, metalurgia e engenharia. A definição de quais elementos pertencem a este grupo pode variar. A definição mais comum inclui cinco elementos: dois do quinto período (nióbio e molibdênio) e três do sexto período (tântalo, tungstênio e rênio). Todos eles compartilham algumas propriedades, incluindo um ponto de fusão acima de 2000 °C e alta dureza à temperatura ambiente. Eles são quimicamente inertes e tem uma densidade relativamente mais alta. Seus elevados pontos de fusão tornam metalurgia do pó o método escolhido para a fabricação de componentes a partir destes metais. Algumas de suas aplicações incluem ferramentas para usinar metais em altas temperaturas, fios de filamentos, moldes de fundição, e a vasos de reação química em ambientes corrosivos. Em parte devido ao alto ponto de fusão, metais refratários são estáveis contra a deformação por fluência em temperaturas muito altas.

## Definição
A maioria das definições do termo "metais refratários" lista o ponto de fusão extremamente elevado como um requisito-chave para a inclusão. Por esta definição, um ponto de fusão acima 2200 °C é necessário para qualificação. Os cinco elementos nióbio, molibdênio, tântalo, tungstênio e rênio estão incluídos em todas as definições, enquanto a definição mais ampla, incluindo todos os elementos com um ponto de fusão acima de 1850 °C}, que inclui um número variável de nove elementos adicionais: titânio, vanádio, cromo, zircônio, háfnio, rutênio, ródio, ósmio e irídio. Os elementos artificiais, sendo radioativos, são considerados parte dos metais refratários apesar do tecnécio ter um ponto de fusão de 2157 °C e o rutherfórdio ter um ponto de fusão teórico de 2100 °C.

## Propriedades

### Físicas
O ponto de fusão dos metais refratários são os mais altos de todos os elementos, exceto carbono, ósmio e irídio. Este alto ponto de fusão define a maior parte de suas aplicações. Todos os metais são de corpo centrado, cúbica , exceto rênio que tem empacotamento hexagonal. A maioria das propriedades físicas dos elementos deste grupo variam significativamente, porque eles são membros de diferentes grupos.
A resistência à fluência é uma propriedade fundamental dos metais refratários. Nos metais, o início da fluência correlaciona-se com o ponto de fusão do material; a fluência em ligas de alumínio começa em 200 °C, enquanto que para os metais refratários são necessárias temperaturas superiores a 1500 °C. Essa resistência contra deformação em altas temperaturas faz com que os metais refratários sejam adequado contra a impactos em alta temperatura como, por exemplo, em motores a jato, ou ferramentas utilizadas durante fundição.

### Química
Os metais refratários mostram uma grande variedade de propriedades químicas, porque são membros de três grupos distintos na tabela periódica. Eles são facilmente oxidados, mas esta reação é reprimida pela formação de camadas de óxido estáveis sobre a superfície. O óxido de rênio é mais volátil do que o metal, e, portanto, a alta temperatura, a estabilização contra a oxidação está perdida porque a camada de óxido que se evapora. Todos eles são relativamente estáveis contra ácidos.